# Holocryptis
Holocryptis is een geslacht van vlinders van de familie Uilen (Noctuidae), uit de onderfamilie Acontiinae.

## Soorten
- H. atrifusa Hampson, 1910
- H. bisectalis Walker, 1859
- H. erubescens Hampson, 1893
- H. figurata Warren, 1913
- H. nymphula Rebel, 1909
- H. phasianura Lucas, 1892
- H. ussuriensis Rebel, 1901